# Републикански път III-504
Републикански път IIІ-504 е третокласен път, част от Републиканската пътна мрежа на България, преминаващ изцяло по територията на област Велико Търново. Дължината му е 45,5 км.
Пътят се отклонява надясно при 95,4 км на Републикански път I-5 в село Самоводене и се насочва на север-северозапад през Средната Дунавска равнина. След като премине през село Ресен пътят пресича река Росица и поема точно на север. Преминава през селата Стефан Стамболово, Обединение и Масларево, пресича Републикански път I-3 при неговия 16,4 км, преминава през село Вързулица и в центъра на село Алеково се съединява с Републикански път III-405 при неговия 55,2 км.
| Пътища, отклоняващи се надясно (населено място, № на пътя, посока на пътя) | Км   | Пътища, отклоняващи се наляво (посока на пътя, № на пътя, населено място) |
| -------------------------------------------------------------------------- | ---- | ------------------------------------------------------------------------- |
| Община Велико Търново, I-5, 95,4 км, с. Самоводене →                       | 0,0  | → с. Самоводене, 95,4 км, I-5, Община Велико Търново                      |
|                                                                            | 1,8  | ← 29,4 км, III-3031 (от гр. Павликени)                                    |
|                                                                            | 5,9  | → общински път (за с. Хотница)                                            |
| с. Ресен                                                                   | 8,2  | с. Ресен                                                                  |
| (за с. Никюп) общински път, с. Ресен ←                                     | 9,4  | → с. Ресен, общински път (за селата Водолей и Паскалевец)                 |
| Община Полски Тръмбеш                                                      | 15,2 | Община Полски Тръмбеш                                                     |
| (за с. Полски Сеновец) общински път, с. Стефан Стамболово ←                | 16,8 | → с. Стефан Стамболово                                                    |
| (за с. Иванча) общински път ←                                              | 21,5 |                                                                           |
| (от гр. Полски Тръмбеш) III-502, 12,3 км, с. Обединение →                  | 27,1 | → с. Обединение, 12,3 км, III-502 (до 29,8 км на III-405                  |
| (от 59 км на I-5) I-3, 16,4 км, с. Масларево →                             | 38,4 | → с. Масларево, 16,4 км, I-3 (до гр. Ботевград)                           |
| с. Вързулица                                                               | 39,4 | с. Вързулица                                                              |
| Община Свищов                                                              | 42   | Община Свищов                                                             |
| (до гр. Свищов) III-405, 55,2 км, с. Алеково ←                             | 45,5 | ← с. Алеково, 55,2 км, III-405 (от 98,6 км на I-4)                        |